# Zenga Zenga
Zenga Zenga (pol. Ulica po ulicy) – film umieszczony przez izraelskiego dziennikarza i muzyka, Noy Alooshe, na portalu YouTube dnia 22 lutego 2011.
Pokazuje wystąpienie Mu’ammara al-Kaddafiego, połączone z obrazami tańczącej w stroju gimnastycznym kobiety i podkładu muzycznego z piosenki Hey Baby (Drop It To The Floor) amerykańskiego rapera Pitbulla.
Zmiksowana piosenka stała się niebawem nieoficjalnym hymnem sił rebelianckich podczas powstania przeciw al-Kaddafiemu, a na prośbę muzułmanów, Noy Alooshe stworzył wersję teledysku bez tańczącej kobiety.